# Catálogo de Estrelas Duplas Washington

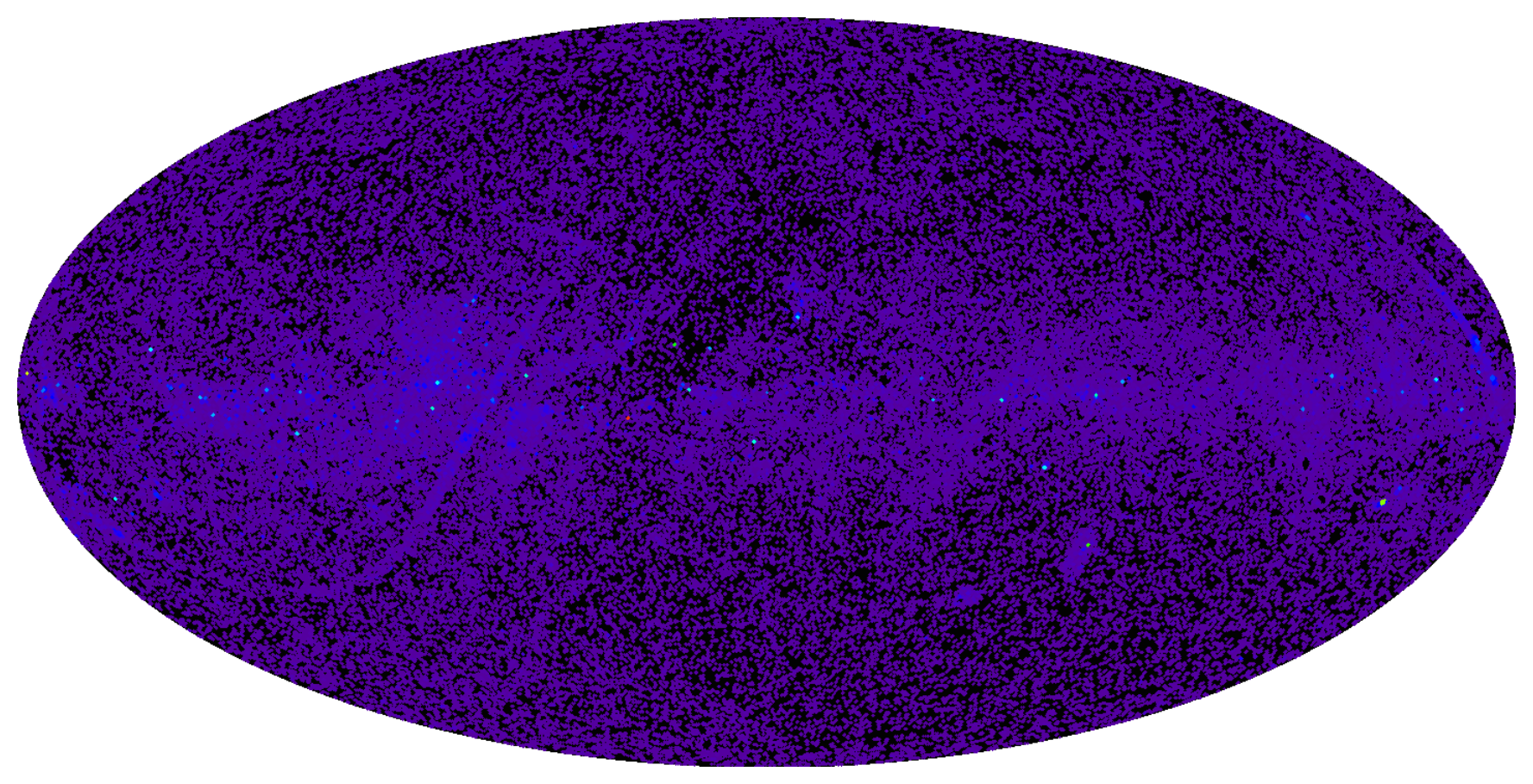
Posições dos objetos do Catálogo de Estrelas Duplas Washington no céu. A imagem é um mapa da densidade de objetos. As cores próximas do violeta indicam poucos objetos por grau quadrado e as próximas do vermelho muitos objetos por grau quadrado.

O Catálogo de Estrelas Duplas Washington (em inglês: Washington Double Star Catalog, ou WDS) é um catálogo astronômico de estrelas duplas, mantida no Observatório Naval dos Estados Unidos. O catálogo contém posições, magnitude aparente, movimento próprio e classificação estrelar das estrelas envolvidas, possuindo, de julho de 2006, 102 387 estrelas duplas. O catálogo também contém estrelas múltiplas. No geral, uma estrela múltipla será representado no catálogo como n-1 pares de estrelas.
A base de dados usado para construir o WDS foi criado no Observatório Lick, onde foi usado para criar o Index Catalog of Visual Double Stars. Em 1965, sob a iniciativa de Charles Worley, a base de dados foi transferido para o Observatório Naval, tendo expandido-se rapidamente desde então.